# Parlamentswahlen in Italien 2013
Am 24. und 25. Februar 2013 fanden die Wahlen zur 17. Legislaturperiode der beiden Kammern des italienischen Parlaments, der Abgeordnetenkammer mit ihren 630 Mitgliedern und dem Senat (315 gewählte Mitglieder), statt.
Die Wahlen, die regulär im April 2013 stattfinden sollten, wurden nach dem Rücktritt des parteilosen Ministerpräsidenten Mario Monti vorgezogen. Am 22. Dezember 2012 wurde das Parlament von Staatspräsident Giorgio Napolitano aufgelöst und der Wahltermin festgelegt. Wahlberechtigt für die Abgeordnetenkammer waren mehr als 46,9 Millionen Menschen, für den Senat mehr als 42,2 Millionen Menschen.
Während in der Abgeordnetenkammer die Mitte-links-Koalition von Pier Luigi Bersani eine Mehrheit und die Mitte-rechts-Koalition von Silvio Berlusconi das Nachsehen hatte, konnte sich keine der angetretenen Koalitionen oder Parteien eindeutig im Senat durchsetzen. Als dritte große Kraft konnte sich die Bewegung Movimento 5 Stelle von Beppe Grillo etablieren, Mario Montis Koalition der Mitte wurde nur viertstärkste. Die unklaren Mehrheitsverhältnisse im Senat trugen dazu bei, dass die Regierungsbildung schwierig war. Am 28. April 2013 konstituierte sich das Kabinett Letta – eine „Große Koalition“ aus Partito Democratico (Mitte-links), PdL (Mitte-rechts), Scelta Civica (Mitte) sowie kleineren Parteien – unter Enrico Letta (PD).

## Parteien und Kandidaten

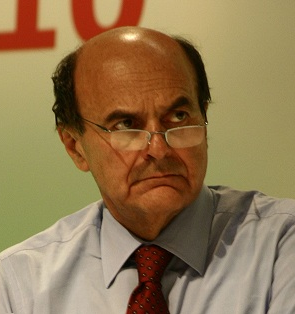
Pier Luigi Bersani (PD)
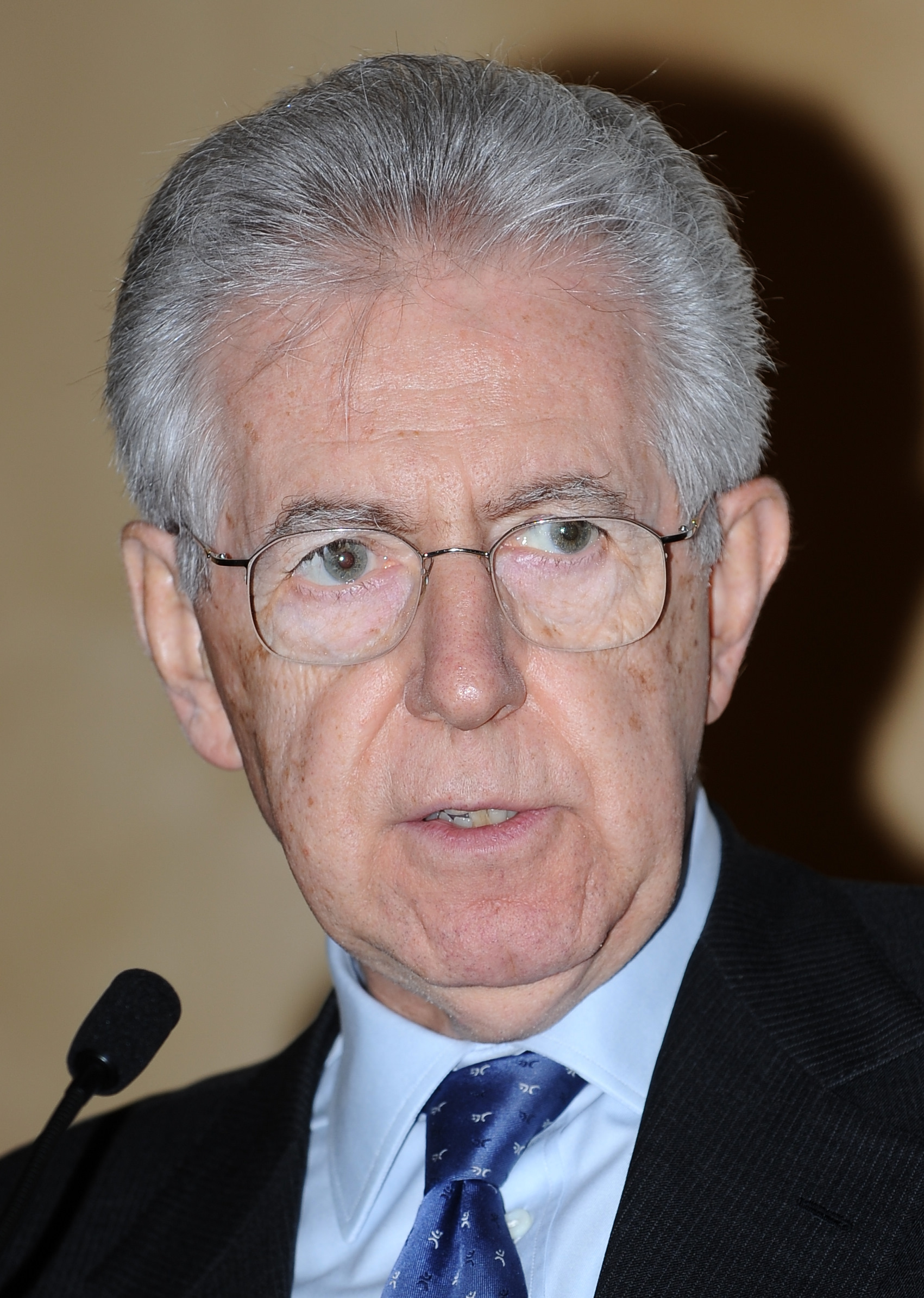
Mario Monti (Scelta Civica)
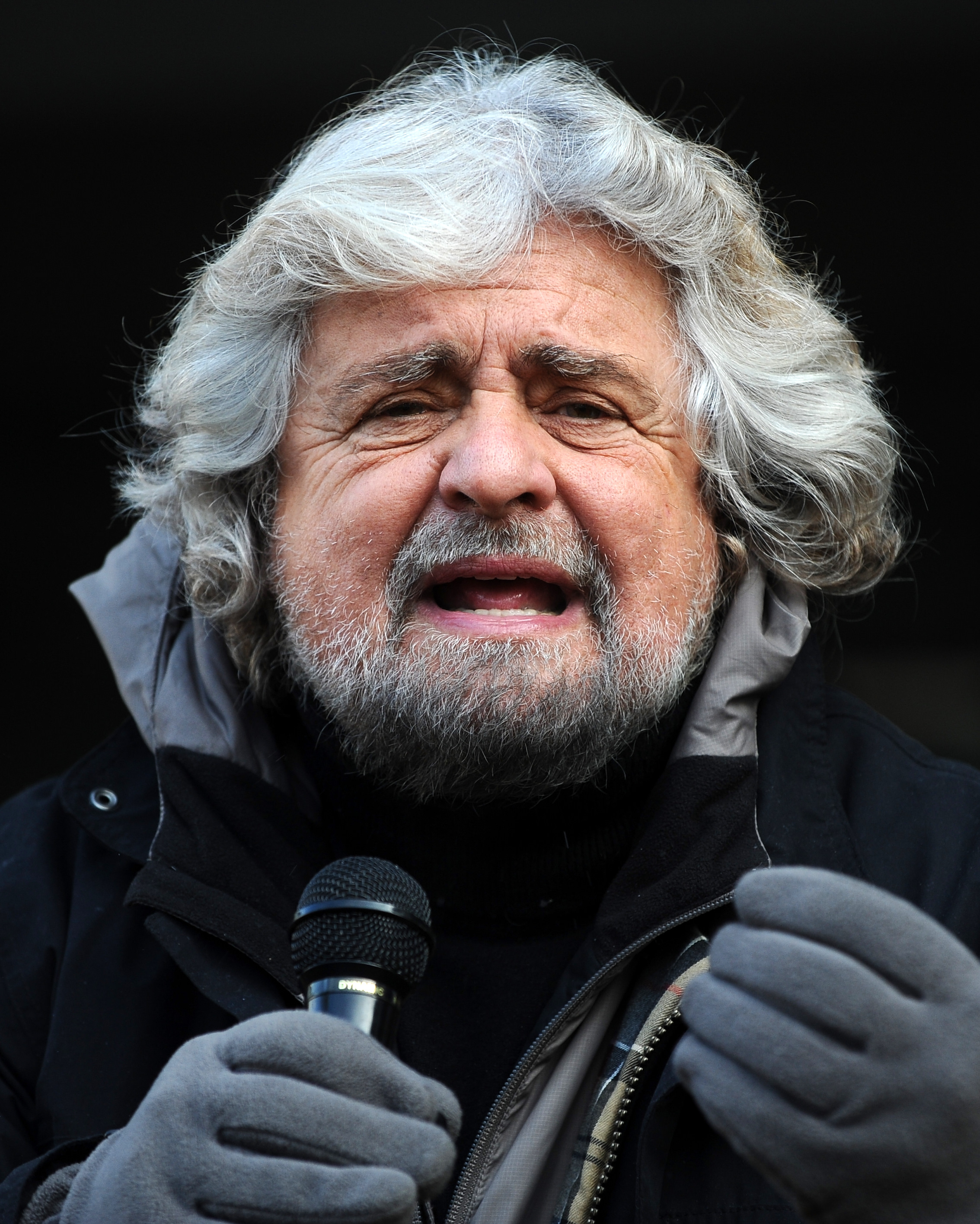
Beppe Grillo (M5S)
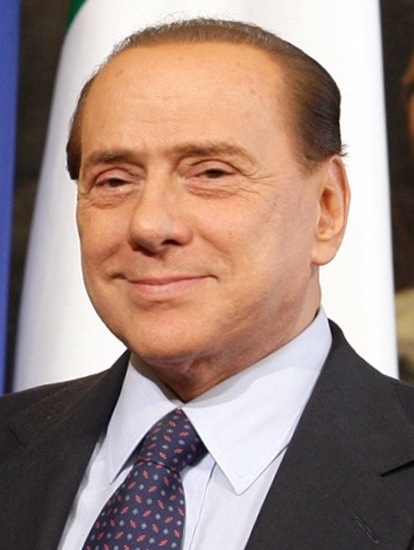
Silvio Berlusconi (PdL)

Folgenden Gruppierungen wurde in den Umfragen der Einzug in die Abgeordnetenkammer vorhergesagt:
- Italia. Bene Comune:[2] Eine Koalition von Mitte-links-Parteien; der Ministerpräsidentenkandidat Pier Luigi Bersani wurde in einer Vorwahl bestimmt. Beteiligt waren unter anderem folgende Parteien: Partito Democratico, Sinistra Ecologia Libertà, Partito Socialista Italiano, Centro Democratico, Südtiroler Volkspartei, PATT und die Grünen Südtirols (Verdi Grüne Vërc).
- Coalizione di centro-destra:[3] Eine von Silvio Berlusconi organisierte Koalition von Mitte-rechts-Parteien, Kandidat für das Ministerpräsidentenamt war Angelino Alfano. Beteiligte waren unter anderem folgende Parteien: Popolo della Libertà, Lega Nord, La Destra, Fratelli d’Italia – Centrodestra Nazionale, Grande Sud, Lista Lavoro e Libertà, Partito Pensionati und Alleanza di Centro.[4]
- MoVimento 5 Stelle: Die Bewegung des Komikers Beppe Grillo trat ohne Spitzenkandidat an.[5] Grillo kandidierte nicht selbst bei der Wahl.
- Con Monti per l’Italia: Eine zentristische Koalition, die sich für eine Weiterführung der Regierung von Mario Monti ausspricht. Beteiligte Parteien: die von Monti gegründete Scelta Civica, Unione di Centro, Futuro e Libertà.
- Rivoluzione Civile: Gemeinsame Wahlliste mehrerer linker Parteien, als Ministerpräsident kandidiert Antonio Ingroia. Beteiligte Parteien sind Italia dei Valori, Federazione dei Verdi, Federazione della Sinistra (Partito della Rifondazione Comunista und Partito dei Comunisti Italiani) und Movimento Arancione.

Daneben traten folgende Parteien italienweit an:
- Fare per Fermare il Declino (libertär)[6]
- Io Amo L’Italia des Europaparlamentariers Magdi Allam (konservativ)[7]
- Forza Nuova (rechtsextrem)[8]
- Radicali Italiani, unter der Bezeichnung Amnistia Giustizia e Libertà (radikal-liberal)
- Partito Comunista dei Lavoratori (trotzkistisch)

Auf regionaler Ebene traten unter anderem folgende Parteien an:
- Die Freiheitlichen (Südtirol, rechtspopulistisch-separatistisch)[9]

## Zusammenfassung der Ergebnisse

### Abgeordnetenkammer

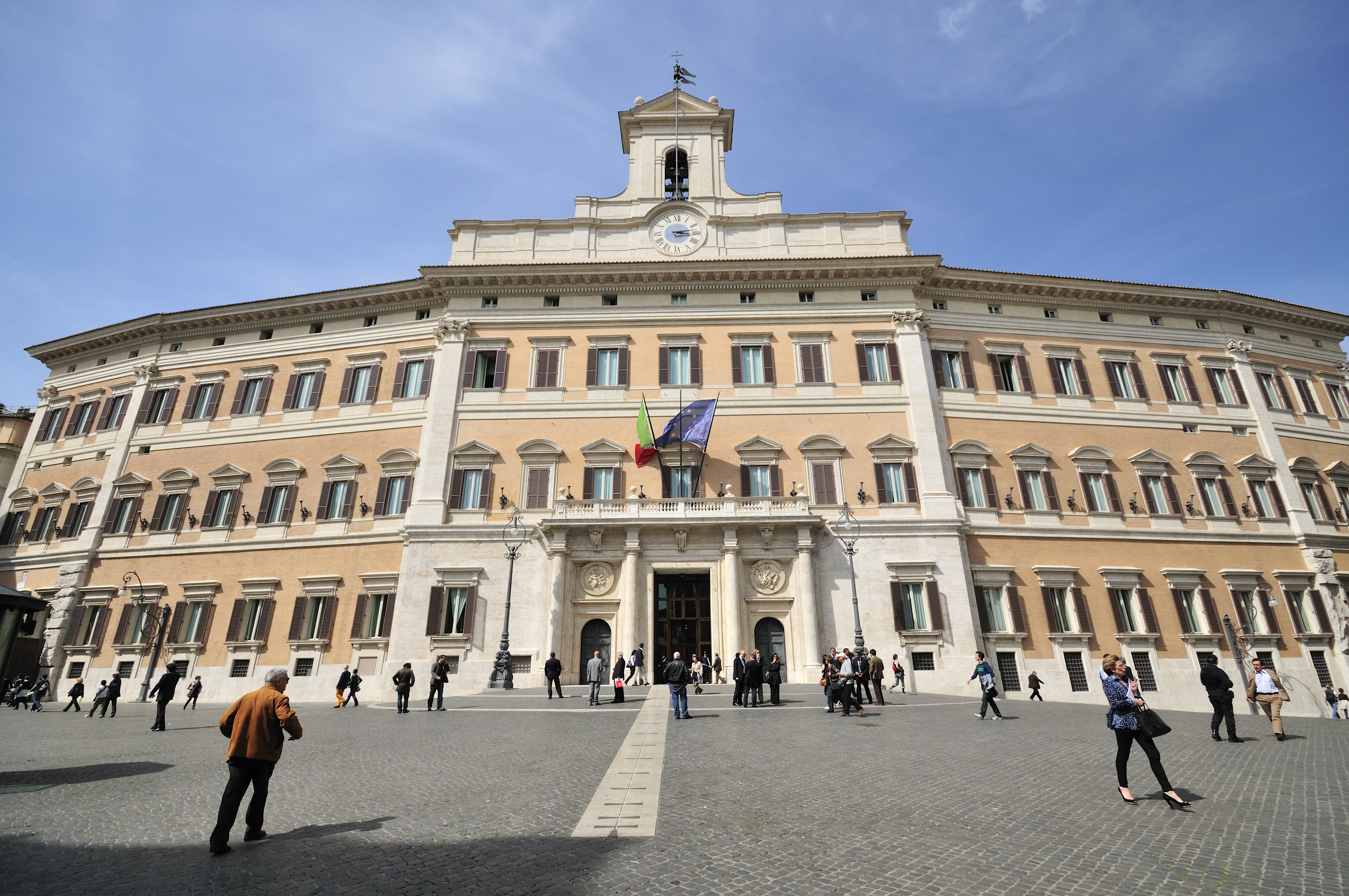
Palazzo Montecitorio in Rom, Sitz der Abgeordnetenkammer

In der ersten Kammer des Parlaments hat das Linksbündnis von Bersani mit 29,55 % eine hauchdünne Mehrheit vor Berlusconis Rechtsbündnis mit 29,18 %. Das Bündnis von Mario Monti erreichte 10,56 % der Stimmen. Durch den im italienischen Wahlrecht vorgesehenen Bonus für das stärkste Bündnis in der Abgeordnetenkammer verfügt Bersani, trotz des knappen Stimmenvorsprungs, in diesem Haus des Parlaments über eine absolute Mehrheit von 340 Sitzen (bei 630 Sitzen insgesamt). Für die Abgeordnetenkammer kam die Partei des Spitzenkandidaten Bersani auf 8.644.523 Stimmen von den Wählern in Italien und auf 288.092 Stimmen von den Auslandsitalienern. Die Partei von Grillo erzielte 8.689.458 Stimmen plus 95.041 Stimmen bei den Auslandsitalienern. Die im Ausland lebenden Italiener sind nach der italienischen Verfassung wahlrechtlich ihren Landsleuten in Italien gleichgestellt, indem sie sowohl das aktive als auch das passive Wahlrecht besitzen.
Die Wahlbeteiligung für die Abgeordnetenkammer lag bei 75,19 %, fünf Jahre zuvor lag diese noch bei 80,51 %.
Die Beteiligung der im Ausland lebenden Italiener an der Wahl zur Abgeordnetenkammer lag bei 29,75 %. Es gab in den Auslandswahlkreisen 12 Sitze zu verteilen. Die PD von Bersani erhielt 29,32 % und 5 Sitze, für Montis SC stimmten 18,39 % (2 Sitze). Berlusconis PdL wurde von 14,84 % (1 Sitz) gewählt. Die Partei Movimento associativo italiani all’estero erhielt 14,30 % aller Stimmen und 2 Sitze. Beppe Grillos Partei wählten 9,37 % (1 Sitz), zusätzlich erhielt die Unione sudamericana emigrati italiani (USEI) 4,48 % und einen Sitz im Abgeordnetenhaus.

### Senat

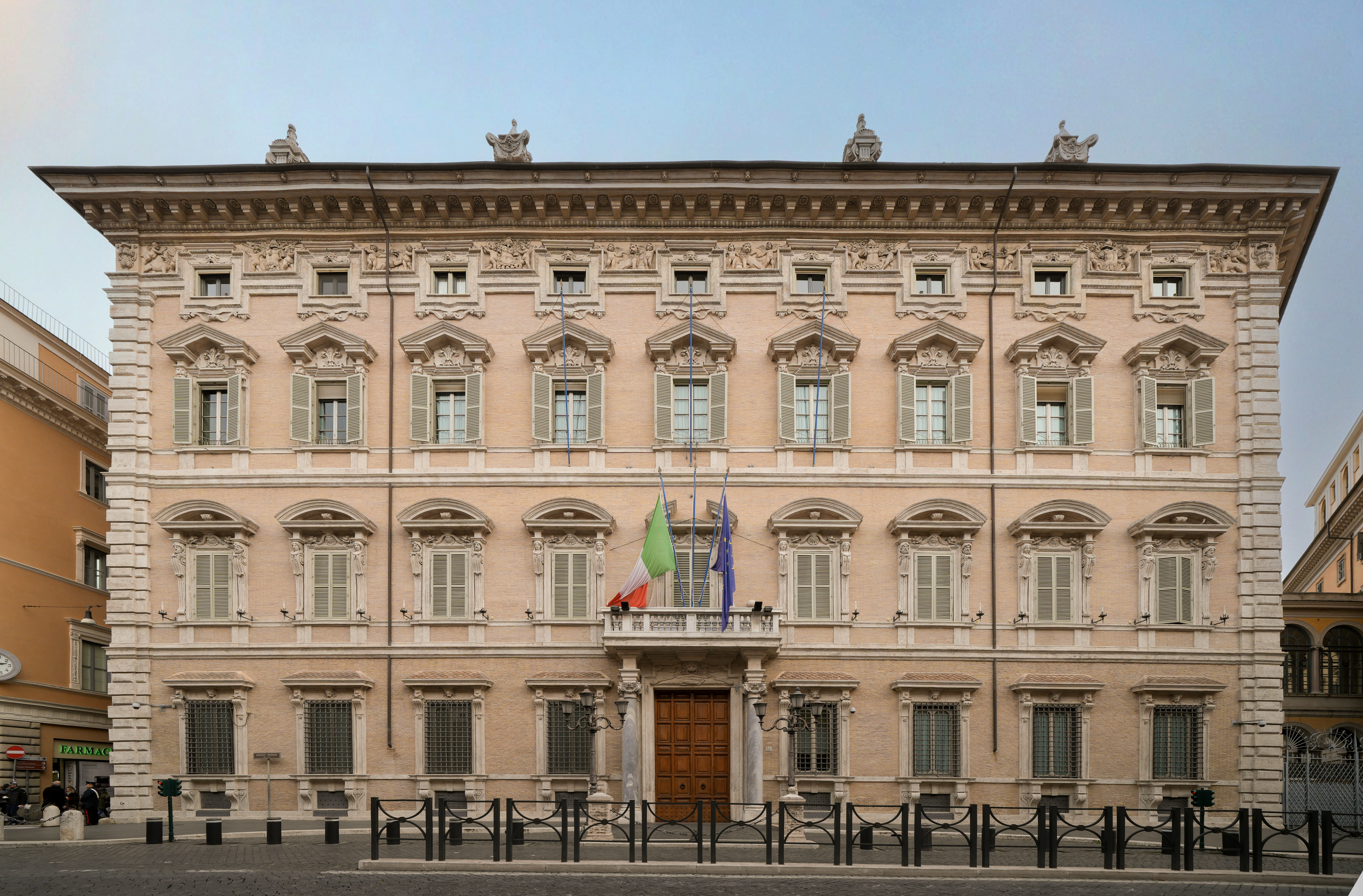
Palazzo Madama in Rom, Sitz des Senats

Im Senat zeichnete sich nach der Wahl keine absolute Mehrheit von 158 Sitzen für ein Bündnis oder eine Koalition ab. Die Bündnisse von Bersani und Berlusconi erreichten mit 123 und 117 Sitzen ungefähr ein Stimmengleichgewicht. Eine Koalition Bersanis mit Monti (19 Sitze) reicht nicht zur absoluten Mehrheit. Die Situation änderte sich Mitte November 2013 mit der Spaltung von Berlusconis Bündnis. Dabei haben sich 30 Senatoren und 27 Abgeordnete der neuen Fraktion von Angelino Alfano angeschlossen.
Beppe Grillos Partei errang 54 Sitze. Im Senat sind zudem regionale Parteien und Bündnisse vertreten. Vallée d’Aoste und die Movimento Associativo Italiani all’Estero erhielten jeweils einen Sitz.
Die Senatsgröße von 315 Sitzen erhöht sich durch zusätzliche Senatoren auf Lebenszeit (im Februar 2013 waren es vier).
Für den Senat betrug die Wahlbeteiligung rund 75,11 %, 2008 lag sie bei rund 80,40 %.
An der Wahl für den Senat beteiligten sich 30,10 % der Wahlberechtigten. Es gab in den Auslandswahlkreisen 6 Sitze zu verteilen. Die PD von Bersani erhielt 30,69 % der Stimmen und damit 4 Senatssitze. Für Mario Montis SC stimmten 19,81 %, sie bekam einen Sitz. Die Partei Movimento associativo italiani all’estero wählten 13,43 % der Wähler und erhielt damit auch einen Senatssitz.

## Wahlergebnis

### Abgeordnetenkammer

#### Inland
- SEL: 37
- PD: 297
- CD: 6
- SVP: 5
- UV: 1
- MAIE: 2
- USEI: 1
- SC: 39
- UDC: 8
- M5S: 109
- PdL: 98
- LN: 18
- FdI: 9

- Mitte-links: 345
- UV: 1
- MAIE: 2
- USEI: 1
- Con Monti per l’Italia: 47
- Movimento 5 Stelle: 109
- Mitte-rechts: 125

| Spitzenkandidaten                       | Spitzenkandidaten     | Listen                           | Stimmen    | %    | Mandate |
| --------------------------------------- | --------------------- | -------------------------------- | ---------- | ---- | ------- |
|                                         | Pier Luigi Bersani    | Partito Democratico              | 8.646.034  | 25,4 | 292     |
| Sinistra Ecologia Libertà               | Pier Luigi Bersani    | 1.089.231                        | 3,2        | 37   |         |
| Centro Democratico                      | Pier Luigi Bersani    | 167.328                          | 0,5        | 6    |         |
| Südtiroler Volkspartei                  | Pier Luigi Bersani    | 146.800                          | 0,4        | 5    |         |
| ↳ Gesamt                                | Pier Luigi Bersani    | 10.049.393                       | 29,6       | 340  |         |
|                                         | Silvio Berlusconi     | Il Popolo della Libertà          | 7.332.134  | 21,6 | 97      |
| Lega Nord – 3L                          | Silvio Berlusconi     | 1.390.534                        | 4,1        | 18   |         |
| Fratelli d’Italia                       | Silvio Berlusconi     | 666.765                          | 2,0        | 9    |         |
| La Destra                               | Silvio Berlusconi     | 219.585                          | 0,6        | –    |         |
| Grande Sud – Movimento per le Autonomie | Silvio Berlusconi     | 148.248                          | 0,4        | –    |         |
| Moderati in Rivoluzione                 | Silvio Berlusconi     | 82.557                           | 0,2        | –    |         |
| Partito Pensionati                      | Silvio Berlusconi     | 54.418                           | 0,2        | –    |         |
| Intesa Popolare                         | Silvio Berlusconi     | 26.120                           | 0,1        | –    |         |
| Liberi per una Italia Equa              | Silvio Berlusconi     | 3.239                            | 0,0        | –    |         |
| ↳ Gesamt                                | Silvio Berlusconi     | 9.923.600                        | 29,2       | 124  |         |
|                                         | Beppe Grillo          | Movimento 5 Stelle               | 8.691.406  | 25,6 | 108     |
|                                         | Mario Monti           | Scelta Civica                    | 2.823.842  | 8,3  | 37      |
| Unione di Centro                        | Mario Monti           | 608.321                          | 1,8        | 8    |         |
| Futuro e Libertà per l’Italia           | Mario Monti           | 159.378                          | 0,5        | –    |         |
| ↳ Gesamt                                | Mario Monti           | 3.591.541                        | 10,6       | 45   |         |
|                                         | Antonio Ingroia       | Rivoluzione Civile               | 765.189    | 2,3  | –       |
|                                         | Oscar Giannino        | Fare per Fermare il Declino      | 380.044    | 1,1  | –       |
|                                         | Marco Ferrando        | Partito Comunista dei Lavoratori | 89.643     | 0,3  | –       |
|                                         | Roberto Fiore         | Forza Nuova                      | 90.047     | 0,3  | –       |
|                                         | Marco Pannella        | Lista Amnistia Giustizia Libertà | 65.022     | 0,2  | –       |
|                                         | Ulli Mair             | Die Freiheitlichen               | 48.317     | 0,1  | –       |
|                                         | Simone Di Stefano     | CasaPound Italia                 | 47.911     | 0,1  | –       |
|                                         | Luca Romagnoli        | Fiamma Tricolore                 | 44.408     | 0,1  | –       |
|                                         | Magdi Allam           | Io Amo l’Italia                  | 42.603     | 0,1  | –       |
|                                         | Lodovico Pizzati      | Indipendenza Veneta              | 33.217     | 0,1  | –       |
|                                         | Renata Jannuzzi       | Liberali per l’Italia – PLI      | 27.964     | 0,1  | –       |
|                                         | Giovanni Angelo Colli | Partito Sardo d’Azione           | 18.592     | 0,1  | –       |
|                                         | Fabrizio Comenicini   | Liga Veneta Repubblica           | 15.838     | 0,0  | –       |
|                                         | –                     | Sonstige <0,05 %                 | 81.020     | 0,2  | –       |
| Gesamt                                  | Gesamt                | Gesamt                           | 34.005.755 | 100  | 617     |
|                                         |                       |                                  |            |      |         |
| Ungültige Stimmen                       | Ungültige Stimmen     | Ungültige Stimmen                | 1.265.171  | 3,6  |         |
| Wähler                                  | Wähler                | Wähler                           | 35.270.926 | 75,2 |         |
| Wahlberechtigte                         | Wahlberechtigte       | Wahlberechtigte                  | 46.905.154 |      |         |
|                                         |                       |                                  |            |      |         |
| Quelle: Innenministerium                |                       |                                  |            |      |         |

### Senat

#### Inland
- SEL: 7
- PD: 111
- Il Megafono: 1
- SVP: 4
- UV: 1
- MAIE: 1
- Con Monti per l’Italia: 19
- M5S: 54
- GS: 1
- PdL: 98
- LN: 18

- Mitte-links[12]: 123
- UV: 1
- MAIE: 1
- Con Monti per l’Italia: 19
- Movimento 5 Stelle: 54
- Mitte-rechts[12]: 117

| Spitzenkandidaten                                 | Spitzenkandidaten     | Listen                                  | Stimmen    | %    | Mandate |
| ------------------------------------------------- | --------------------- | --------------------------------------- | ---------- | ---- | ------- |
|                                                   | Pier Luigi Bersani    | Partito Democratico                     | 8.400.851  | 27,4 | 105     |
| Sinistra Ecologia Libertà                         | Pier Luigi Bersani    | 911.486                                 | 3,0        | 7    |         |
| Centro Democratico                                | Pier Luigi Bersani    | 162.418                                 | 0,5        | –    |         |
| Il Megafono                                       | Pier Luigi Bersani    | 138.564                                 | 0,5        | 1    |         |
| Partito Socialista Italiano                       | Pier Luigi Bersani    | 57.606                                  | 0,2        | –    |         |
| Moderati                                          | Pier Luigi Bersani    | 14.512                                  | 0,0        | –    |         |
| ↳ Gesamt                                          | Pier Luigi Bersani    | 9.685.437                               | 31,6       | 113  |         |
|                                                   | Silvio Berlusconi     | Il Popolo della Libertà                 | 6.828.994  | 22,3 | 98      |
| Lega Nord – 3L                                    | Silvio Berlusconi     | 1.328.534                               | 4,3        | 17   |         |
| Fratelli d’Italia                                 | Silvio Berlusconi     | 590.645                                 | 1,9        | –    |         |
| La Destra                                         | Silvio Berlusconi     | 221.368                                 | 0,7        | –    |         |
| Partito Pensionati                                | Silvio Berlusconi     | 123.237                                 | 0,4        | –    |         |
| Grande Sud                                        | Silvio Berlusconi     | 122.262                                 | 0,4        | 1    |         |
| Moderati in Rivoluzione                           | Silvio Berlusconi     | 69.838                                  | 0,2        | –    |         |
| Movimento per l’Autonomia – Partito dei Siciliani | Silvio Berlusconi     | 48.539                                  | 0,2        | –    |         |
| Intesa Popolare                                   | Silvio Berlusconi     | 24.870                                  | 0,1        | –    |         |
| Cantiere Popolare                                 | Silvio Berlusconi     | 21.675                                  | 0,1        | –    |         |
| Basta Tasse                                       | Silvio Berlusconi     | 19.202                                  | 0,1        | –    |         |
| Liberi per una Italia Equa                        | Silvio Berlusconi     | 6.488                                   | 0,0        | –    |         |
| ↳ Gesamt                                          | Silvio Berlusconi     | 9.405.652                               | 30,7       | 116  |         |
|                                                   | Beppe Grillo          | Movimento 5 Stelle                      | 7.286.550  | 23,8 | 54      |
|                                                   | Mario Monti           | Con Monti per l’Italia (SC – UDC – FLI) | 2.797.734  | 9,1  | 18      |
|                                                   | Antonio Ingroia       | Rivoluzione Civile                      | 551.064    | 1,8  | –       |
|                                                   | Oscar Giannino        | Fare per Fermare il Declino             | 278.470    | 0,9  | –       |
|                                                   | Marco Ferrando        | Partito Comunista dei Lavoratori        | 113.967    | 0,4  | –       |
|                                                   | Roberto Fiore         | Forza Nuova                             | 81.578     | 0,3  | –       |
|                                                   | Marco Pannella        | Lista Amnistia Giustizia Libertà        | 63.074     | 0,2  | –       |
|                                                   | Luca Romagnoli        | Fiamma Tricolore                        | 52.060     | 0,2  | –       |
|                                                   | Magdi Allam           | Io Amo l’Italia                         | 40.660     | 0,1  | –       |
|                                                   | Simone Di Stefano     | CasaPound Italia                        | 40.716     | 0,1  | –       |
|                                                   | Lodovico Pizzati      | Indipendenza Veneta                     | 29.690     | 0,1  | –       |
|                                                   | Fabrizio Comencini    | Liga Veneta Repubblica                  | 20.361     | 0,1  | –       |
|                                                   | Ottavio Pasqualucci   | Dimezziamo lo Stipendio ai Politici     | 7.965      | 0,0  | –       |
| No alla Chiusura degli Ospedali                   | Ottavio Pasqualucci   | 7.553                                   | 0,0        | –    |         |
| Viva l’Italia                                     | Ottavio Pasqualucci   | 4.767                                   | 0,0        | –    |         |
| ↳ Gesamt                                          | Ottavio Pasqualucci   | 20.285                                  | 0,1        | –    |         |
|                                                   | Giovanni Angelo Colli | Partito Sardo d’Azione                  | 18.569     | 0,1  | –       |
|                                                   | Enzo Bosio            | Civiltà Rurale Sviluppo                 | 13.955     | 0,0  | –       |
|                                                   | –                     | Sonstige <0,05 %                        | 118.079    | 0,4  | –       |
| Gesamt                                            | Gesamt                | Gesamt                                  | 30.617.901 | 100  | 301     |
|                                                   |                       |                                         |            |      |         |
| Ungültige Stimmen                                 | Ungültige Stimmen     | Ungültige Stimmen                       | 1.133.449  | 3,6  |         |
| Wähler                                            | Wähler                | Wähler                                  | 31.751.350 | 75,1 |         |
| Wahlberechtigte                                   | Wahlberechtigte       | Wahlberechtigte                         | 42.270.824 |      |         |
|                                                   |                       |                                         |            |      |         |
| Quelle: Innenministerium                          |                       |                                         |            |      |         |

## Folgen
Nach diesem Ergebnis hatten, aufgrund des im italienischen Wahlgesetz vorgesehenen Bonus für das stärkste Wahlbündnis, die Mitte-links-Parteien in der Abgeordnetenkammer eine absolute Mehrheit von 55 % der Sitze, aber im Senat konnten sich die beiden (Stand 2013) Bündnisse blockieren, da kein Bündnis eine absolute Mehrheit hatte. Ein erster Versuch Pier Luigi Bersanis, eine mehrheitsfähige Regierung zu bilden, scheiterte Ende März nach sechstägigen Sondierungsgesprächen.
Nach weiteren erfolglosen Gesprächen mit Parteienvertretern kündigte Staatspräsident Napolitano Anfang April den Einsatz einer zehnköpfigen Expertenkommission aus Vertretern der Politik, Wirtschaft und Justiz an. Diese sollte aus zwei Gruppen bestehend auf Grundlage der Parteiprogramme innerhalb von maximal zehn Tagen wichtige institutionelle Reformen und wirtschaftliche Maßnahmen erarbeiten und damit eine Annäherung der großen Parteien unterstützen.

Der Kommission gehören folgende Personen an:
| - Filippo Bubbico (früherer Staatssekretär im Ministerium für wirtschaftliche Entwicklung) - Giancarlo Giorgetti (Politiker) - Enrico Giovannini (Wirtschaftswissenschaftler und Statistiker) - Mario Mauro (Politiker) - Enzo Moavero Milanesi (Richter und Minister für Europapolitik im Kabinett Monti) | - Valerio Onida (früherer Präsident des Verfassungsgerichts) - Giovanni Pitruzzella (Präsident der Wettbewerbsbehörde) - Gaetano Quagliariello (Politiker) - Salvatore Rossi (Wirtschaftswissenschaftler und Manager) - Luciano Violante (Politiker und Richter) |

Da die Expertenkommission keine Erfolge erzielte und der Ministerpräsidentschaftskandidat der Italia. Bene Commune, Pier Luigi Bersani, von seinem Amt als PD-Vorsitzender zurücktrat, wurden unter dem wiedergewählten Präsidenten Giorgio Napolitano auch Neuwahlen erwogen.
| In Betracht gezogene Koalitionen    | Sitze (im Senat) |
| ----------------------------------- | ---------------- |
| Sitze gesamt                        | 315              |
| Zweidrittelmehrheit (ab 210 Sitzen) |                  |
| PD, PdL, Monti                      | 228              |
| Absolute Mehrheit (ab 158 Sitzen)   |                  |
| PD, PdL                             | 209              |
| PdL, M5S, Monti, LN                 | 189              |
| PD, M5S                             | 165              |
| Keine Mehrheit (unter 158 Sitzen)   |                  |
| PdL, Monti, LN                      | 135              |
| PD, Monti                           | 130              |

Am 24. April 2013 erteilte Napolitano als wiedergewählter Staatspräsident den Auftrag zur Bildung einer Regierung an Enrico Letta, Vize-Chef der Partito Democratico. Dieser bildete das Kabinett Letta; dieses regierte bis zum 22. Februar 2014. Ihm folgte das Kabinett Renzi.

## Reaktionen
Weltweit sanken die Kurse von Aktien und Aktienindizes (DAX, Eurostox, Nikkei usw.) und der Kurs des Euro gegenüber anderen vielgehandelten Währungen (US-Dollar, britisches Pfund, Yen), als sich das Patt abzeichnete. 
Die Zinsen für italienische Staatsanleihen stiegen.
Zeitungskommentare kritisierten das starke Abschneiden der europakritischen Bündnisse:
Die Süddeutsche Zeitung schrieb: „Zwei Komiker sind zur Wahl angetreten und wurden für ihr verleumderisches Geschrei auch noch belohnt: Silvio Berlusconi und Beppe Grillo. […] Nun regieren wieder der Populismus, das Geschrei und die Lüge.“ In der Frankfurter Allgemeinen Zeitung (FAZ) stand: „Die Hälfte der Italiener hat für Listen gestimmt, die aggressiv anti-europäisch auftraten. Das ist über Italien hinaus ein Alarmzeichen.“ Im FAZ-Feuilleton stand:
„In Italien herrscht nach der Parlamentswahl politisches Chaos. Und genauso haben es die degenerierten Parteien gewollt. Denn nun können sie mit ihrer Plünderung des Landes weitermachen.“
Die Rating-Agentur Moody’s hat mit der Herabstufung der Kreditwürdigkeit des Landes gedroht, sollten die Reformen nicht fortgesetzt werden.
Italien (bzw. das Dipartimento del Tesoro) versteigerte am 27. Februar 2013 neue Staatsanleihen in Höhe von 6,5 Milliarden Euro (wer am wenigsten Zinsen bietet, bekommt den Zuschlag).
- Die Zinsen für die Zehn-Jahres-Papiere stiegen auf 4,83 Prozent (höchster Wert seit Oktober 2012). Vier Wochen zuvor lagen sie noch bei 4,17 Prozent.
- Für die fünf Jahre laufenden Anleihen muss Italien 3,59 Prozent (statt zuvor 2,94 Prozent) Zinsen zahlen.[26]

## Wahlsystem
Bei der Wahl zur Abgeordnetenkammer mit ihren insgesamt 630 Sitzen werden 617 Sitze nach dem Hare/Niemeyer-Verfahren verteilt. Die Koalition oder die keiner Koalition angehörende Partei mit den landesweit meisten Stimmen erhält mindestens 340 Sitze und damit die absolute Mehrheit. Die übrigen Sitze werden auf die anderen Parteien proportional verteilt. Das Aostatal erhält davon unabhängig einen Sitz. 12 Sitze werden von Auslandsitalienern gewählt.
Bei der Wahl zum Senat, bei der nur mindestens 25 Jahre alte Italiener aktiv wahlberechtigt sind, werden die insgesamt 315 Sitze auf der Ebene der Regionen vergeben. In der Region erhält die siegreiche Koalition oder Einzelpartei mindestens 55 Prozent der Sitze der Region; abweichende Bestimmungen gelten für Trentino-Südtirol (7 Senatoren), Molise (2 Senatoren) und das Aostatal (1 Senator). 6 Sitze werden von Auslandsitalienern gewählt. Zusätzlich zu den 315 gewählten Sitzen erhalten die Senatoren auf Lebenszeit (im Februar 2013 waren es vier) einen Senatssitz. Im Gegensatz zur Abgeordnetenkammer ist im Senat damit keine absolute Mehrheit der stimmenstärksten Koalition oder Einzelpartei garantiert. Die Ergebnisse der Regionen können hier entscheidend für die Mehrheitsverhältnisse sein.

## Umfragen

### Nach Koalition
| Institut    | Datum         | MoVimento 5 Stelle (Beppe Grillo) | Rivoluzione Civile (Antonio Ingroia) | Italia. Bene Comune (Pier Luigi Bersani) | Con Monti per l’Italia (Mario Monti) | Mitte-rechts (Silvio Berlusconi) | Sonstige |
| ----------- | ------------- | --------------------------------- | ------------------------------------ | ---------------------------------------- | ------------------------------------ | -------------------------------- | -------- |
| Ipsos       | 8. Feb. 2013  | 15.8                              | 3.7                                  | 34.9                                     | 15.3                                 | 28.3                             | 2.0      |
| Quorum      | 8. Feb. 2013  | 14.7                              | 3.9                                  | 34.5                                     | 13.9                                 | 29.5                             | 3.5      |
| Mentana     | 8. Feb. 2013  | 16.0                              | 3.5                                  | 35.0                                     | 14.1                                 | 28.5                             | 2.9      |
| Tecnè       | 8. Feb. 2013  | 16.3                              | 5.0                                  | 33.2                                     | 12.9                                 | 29.2                             | 3.4      |
| SWG         | 8. Feb. 2013  | 18.8                              | 4.1                                  | 33.8                                     | 13.4                                 | 27.8                             | 2.1      |
| Demos       | 8. Feb. 2013  | 16.0                              | 4.0                                  | 34.1                                     | 16.0                                 | 28.6                             | 1.3      |
| Ipsos       | 7. Feb. 2013  | 15.9                              | 3.7                                  | 35.2                                     | 14.8                                 | 28.3                             | 2.1      |
| ISPO        | 7. Feb. 2013  | 14.3                              | 4.2                                  | 37.2                                     | 12.9                                 | 29.7                             | 1.7      |
| Euromedia   | 7. Feb. 2013  | 14.5                              | 3.8                                  | 34.4                                     | 12.3                                 | 32.7                             | 2.3      |
| SpinCon     | 7. Feb. 2013  | 12.5                              | 5.9                                  | 32.2                                     | 11.2                                 | 29.8                             | 8.4      |
| Demopolis   | 6. Feb. 2013  | 17.5                              | 4.1                                  | 33.6                                     | 14.4                                 | 28.4                             | 2.0      |
| Tecnè       | 6. Feb. 2013  | 16.3                              | 5.2                                  | 33.1                                     | 12.6                                 | 29.4                             | 3.4      |
| SP          | 6. Feb. 2013  | 14.9                              | 5.5                                  | 34.0                                     | 10.2                                 | 28.0                             | 7.4      |
| Ipsos       | 5. Feb. 2013  | 14.5                              | 4.3                                  | 36.7                                     | 15.0                                 | 28.0                             | 1.5      |
| Tecnè       | 5. Feb. 2013  | 16.1                              | 4.9                                  | 33.3                                     | 13.0                                 | 29.3                             | 3.6      |
| Piepoli     | 5. Feb. 2013  | 13.0                              | 3.5                                  | 37.0                                     | 13.0                                 | 32.0                             | 1.5      |
| SWG         | 5. Feb. 2013  | 18.0                              | 4.9                                  | 33.6                                     | 13.3                                 | 28.1                             | 2.1      |
| Lorien      | 5. Feb. 2013  | 14.8                              | 4.7                                  | 35.2                                     | 13.4                                 | 29.8                             | 2.1      |
| IPR         | 4. Feb. 2013  | 15.5                              | 4.5                                  | 34.7                                     | 14.0                                 | 28.6                             | 2.7      |
| Datamonitor | 4. Feb. 2013  | 14.0                              | 4.9                                  | 34.5                                     | 14.3                                 | 29.4                             | 2.9      |
| Piepoli     | 4. Feb. 2013  | 11.0                              | 4.0                                  | 37.0                                     | 15.0                                 | 30.0                             | 3.0      |
| Tecnè       | 4. Feb. 2013  | 16.5                              | 5.1                                  | 32.9                                     | 13.2                                 | 28.9                             | 3.4      |
| EMG         | 4. Feb. 2013  | 14.5                              | 4.6                                  | 35.9                                     | 14.6                                 | 27.9                             | 2.5      |
| Demopolis   | 2. Feb. 2013  | 16.5                              | 4.3                                  | 34.1                                     | 15.4                                 | 28.0                             | 2.0      |
| SpinCon     | 2. Feb. 2013  | 11.5                              | 5.8                                  | 32.3                                     | 11.5                                 | 30.5                             | 8.4      |
| Tecnè       | 1. Feb. 2013  | 16.0                              | 4.6                                  | 34.3                                     | 13.3                                 | 28.6                             | 3.2      |
| SWG         | 1. Feb. 2013  | 18.0                              | 5.0                                  | 32.8                                     | 14.2                                 | 27.8                             | 2.2      |
| TP          | 1. Feb. 2013  | 15.8                              | 5.0                                  | 33.3                                     | 14.8                                 | 26.8                             | 4.3      |
| Lorien      | 1. Feb. 2013  | 13.9                              | 4.5                                  | 35.6                                     | 14.0                                 | 29.7                             |          |
| Tecnè       | 31. Jan. 2013 | 15.7                              | 4.2                                  | 33.7                                     | 15.1                                 | 28.9                             | 3.2      |
| Quorum      | 31. Jan. 2013 | 14.9                              | 4.7                                  | 33.6                                     | 13.8                                 | 28.7                             | 3.5      |
| Lorien      | 31. Jan. 2013 | 13.9                              | 4.5                                  | 35.7                                     | 14.0                                 | 29.7                             | 2.2      |
| Tecnè       | 30. Jan. 2013 | 15.2                              | 4.8                                  | 33.8                                     | 15.2                                 | 28.6                             | 4.0      |
| Demos       | 30. Jan. 2013 | 12.9                              | 4.2                                  | 36.4                                     | 17.7                                 | 26.6                             | 2.2      |
| Ipsos       | 29. Jan. 2013 | 13.6                              | 4.8                                  | 37.0                                     | 15.4                                 | 26.0                             | 3.2      |
| Tecnè       | 29. Jan. 2013 | 15.8                              | 4.6                                  | 33.8                                     | 14.1                                 | 27.6                             | 4.1      |
| SP          | 29. Jan. 2013 | 11.9                              | 6.1                                  | 34.7                                     | 11.6                                 | 28.2                             | 7.5      |
| Datamonitor | 29. Jan. 2013 | 13.2                              | 4.7                                  | 36.1                                     | 14.0                                 | 28.8                             | 3.2      |
| IPR         | 28. Jan. 2013 | 14.6                              | 4.7                                  | 35.4                                     | 14.8                                 | 28.0                             | 2.5      |
| EMG         | 28. Jan. 2013 | 13.5                              | 5.0                                  | 36.8                                     | 14.5                                 | 28.0                             | 2.2      |
| Euromedia   | 28. Jan. 2013 | 13.1                              | 3.5                                  | 35.0                                     | 12.9                                 | 32.4                             | 3.1      |
| Tecnè       | 27. Jan. 2013 | 14.7                              | 4.8                                  | 34.5                                     | 14.2                                 | 27.7                             | 4.1      |
| ISPO        | 27. Jan. 2013 | 13.6                              | 4.8                                  | 36.7                                     | 14.4                                 | 26.3                             | 4.2      |
| SWG         | 25. Jan. 2013 | 17.2                              | 5.4                                  | 34.1                                     | 12.8                                 | 26.6                             | 3.9      |
| Tecnè       | 23. Jan. 2013 | 14.5                              | 4.7                                  | 34.8                                     | 15.1                                 | 27.6                             | 3.3      |
| SpinCon     | 23. Jan. 2013 | 10.9                              | 5.9                                  | 32.7                                     | 12.0                                 | 30.8                             | 7.7      |
| Tecnè       | 22. Jan. 2013 | 14.2                              | 4.6                                  | 35.5                                     | 15.2                                 | 27.0                             | 3.5      |
| EMG         | 21. Jan. 2013 | 12.8                              | 4.6                                  | 37.1                                     | 15.2                                 | 28.0                             | 2.3      |
| Datamonitor | 21. Jan. 2013 | 12.8                              | 4.2                                  | 37.5                                     | 13.7                                 | 28.5                             | 3.8      |
| SpinCon     | 18. Jan. 2013 | 10.7                              | 5.6                                  | 32.0                                     | 12.2                                 | 31.8                             | 7.7      |
| SWG         | 18. Jan. 2013 | 16.8                              | 5.4                                  | 33.0                                     | 13.7                                 | 27.2                             | 3.9      |
| Tecnè       | 17. Jan. 2013 | 13.6                              | 4.5                                  | 36.9                                     | 15.3                                 | 26.0                             | 3.7      |
| Tecnè       | 16. Jan. 2013 | 13.8                              | 4.2                                  | 37.0                                     | 15.4                                 | 25.9                             | 3.7      |
| Piepoli     | 16. Jan. 2013 | 10.0                              | 4.0                                  | 40.0                                     | 14.0                                 | 30.0                             | 2.0      |
| Lorien      | 16. Jan. 2013 | 12.5                              | 5.6                                  | 36.5                                     | 15.6                                 | 27.0                             | 2.8      |
| Bidimedia   | 16. Jan. 2013 | 13.6                              | 5.0                                  | 38.1                                     | 12.3                                 | 27.3                             | 3.7      |
| Ipsos       | 15. Jan. 2013 | 12.5                              | 4.8                                  | 39.0                                     | 16.0                                 | 25.6                             | 2.1      |
| Euromedia   | 15. Jan. 2013 | 10.5                              | 4.0                                  | 38.3                                     | 11.0                                 | 34.2                             | 2.0      |
| Tecnè       | 15. Jan. 2013 | 14.2                              | 4.1                                  | 37.5                                     | 14.8                                 | 26.3                             | 3.1      |
| Datamonitor | 15. Jan. 2013 | 12.8                              | 4.7                                  | 38.0                                     | 13.0                                 | 28.3                             | 3.2      |
| IPR         | 14. Jan. 2013 | 12.0                              | 4.0                                  | 36.5                                     | 15.0                                 | 28.5                             | 4.0      |
| ISPO        | 14. Jan. 2013 | 12.6                              | 4.4                                  | 36.3                                     | 15.5                                 | 29.2                             | 2.0      |
| EMG         | 14. Jan. 2013 | 12.1                              | 5.2                                  | 37.4                                     | 14.8                                 | 27.9                             | 2.6      |
| Tecnè       | 13. Jan. 2013 | 14.3                              | 4.3                                  | 37.8                                     | 14.5                                 | 26.0                             | 3.1      |
| Tecnè       | 11. Jan. 2013 | 14.4                              | 4.0                                  | 39.5                                     | 15.1                                 | 24.6                             | 2.4      |
| SWG         | 11. Jan. 2013 | 15.9                              | 4.5                                  | 34.9                                     | 13.8                                 | 25.3                             | 5.6      |
| Euromedia   | 10. Jan. 2013 | 12.3                              | 4.4                                  | 38.5                                     | 10.5                                 | 30.7                             | 3.6      |
| Tecnè       | 10. Jan. 2013 | 14.0                              | 4.4                                  | 39.3                                     | 15.2                                 | 24.5                             | 2.6      |
| Tecnè       | 9. Jan. 2013  | 14.1                              | 3.7                                  | 40.3                                     | 15.1                                 | 24.3                             | 2.5      |
| ISPO        | 9. Jan. 2013  | 13.2                              | 4.0                                  | 38.0                                     | 15.1                                 | 26.7                             | 3.0      |
| Lorien      | 9. Jan. 2013  | 13.4                              | 4.3                                  | 37.0                                     | 14.6                                 | 26.8                             | 3.9      |
| Piepoli     | 8. Jan. 2013  | 10.0                              | 4.0                                  | 41.0                                     | 14.0                                 | 29.0                             | 2.0      |
| Tecnè       | 8. Jan. 2013  | 14.4                              | 4.1                                  | 39.6                                     | 15.1                                 | 24.6                             | 2.2      |
| Ipsos       | 8. Jan. 2013  | 12.5                              | 5.5                                  | 39.8                                     | 17.6                                 | 23.1                             | 1.5      |
| IPR         | 8. Jan. 2013  | 13.0                              | 2.0                                  | 38.0                                     | 16.0                                 | 27.0                             | 4.0      |
| Tecnè       | 6. Jan. 2013  | 15.7                              | 3.4                                  | 39.9                                     | 14.3                                 | 24.8                             | 1.9      |
| ISPO        | 6. Jan. 2013  | 13.5                              | 2.5                                  | 39.5                                     | 14.0                                 | 27.5                             | 3.0      |
| SP          | 6. Jan. 2013  | 13.0                              | 5.7                                  | 33.0                                     | 13.1                                 | 27.6                             | 7.6      |
| Tecnè       | 4. Jan. 2013  | 16.4                              | 3.8                                  | 40.4                                     | 12.4                                 | 25.3                             | 1.7      |
| Tecnè       | 3. Jan. 2013  | 16.3                              | 3.7                                  | 40.3                                     | 12.0                                 | 25.8                             | 1.9      |
| Tecnè       | 2. Jan. 2013  | 16.0                              | 3.8                                  | 40.9                                     | 12.0                                 | 25.4                             | 1.9      |
| Piepoli     | 1. Jan. 2013  | 11.0                              | 5.0                                  | 42.0                                     | 12.0                                 | 28.0                             | 2.0      |
|             |               | MoVimento 5 Stelle (Beppe Grillo) | Rivoluzione Civile (Antonio Ingroia) | Italia. Bene Comune (Pier Luigi Bersani) | Con Monti per l’Italia (Mario Monti) | Mitte-rechts (Silvio Berlusconi) | Sonstige |